# Krogulec (przystanek kolejowy)
Krogulec (ukr. Кругулець, ros. Коцюбинцы) – przystanek kolejowy w miejscowości Krogulec, w rejonie husiatyńskim, w obwodzie tarnopolskim, na Ukrainie. Leży na linii dawnej Galicyjskiej Kolei Transwersalnej.